# Anhembi (kommun)
Anhembi är en kommun i Brasilien.   Den ligger i delstaten São Paulo, i den sydöstra delen av landet, 800 km söder om huvudstaden Brasília. Antalet invånare är 5 648.
Följande samhällen finns i Anhembi:
- Anhembi

Omgivningarna runt Anhembi är huvudsakligen savann. Runt Anhembi är det mycket glesbefolkat, med 6 invånare per kvadratkilometer.